# Augustine Ahinful
Augustine Ahinful, né à Accra au Ghana le 30 novembre 1974, est un footballeur international ghanéen.

## Biographie
Dans sa carrière, il joue pour le Borussia Dortmund en Allemagne, le Grasshopper-Club Zurich en Suisse, l'União Leiria et Boavista au Portugal, le Venezia Calcio en Italie, et enfin Ankaragücü et Trabzonspor en Turquie.
Il est sélectionné à plusieurs reprises en équipe du Ghana. Avec cette équipe, il participe aux JO d'été de 1996 et à la Coupe d'Afrique des nations 2000.
Il est le meilleur buteur du Championnat du Ghana lors de la saison 1992-1993 avec le club d'Ashanti Gold.

## Clubs
- 1993-1994 :  Grasshopper Club Zurich
- → 1994-1996 :  Sport Club Kriens
- 1996-1998 :  Grasshopper Club Zurich
- 1998-2001 :  Venezia Calcio
- → 1999 :  União Leiria
- → 1999-2000 :  Boavista FC
- 2001-2003 :  Ankaragücü
- 2003-2005 :  Trabzonspor
- 2005-2008 :  Ankaragücü